# Đảo Adi

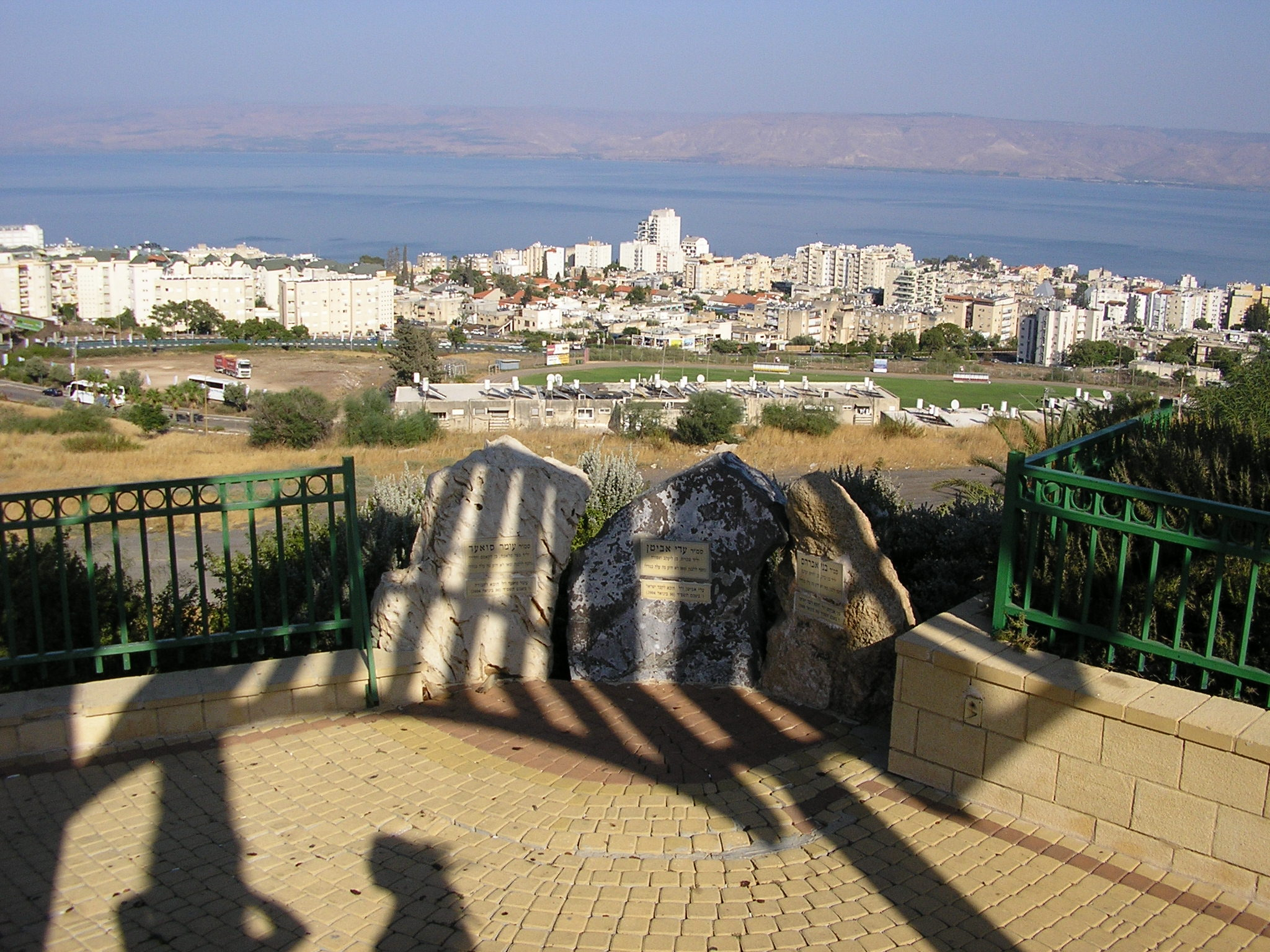
Đảo Adi

Đảo Adi (Indonesian: Palau Adi) là một hòn đảo ở Indonesia với diện tích khoảng 158 km².
Adi nằm cách khoảng 450 km về phía nam của đường xích đạo ở Biển Ceram, ngoài khơi bờ biển phía tây của New Guinea.